# Патруши (Карпушинское сельское поселение)
Патруши — деревня в Котельничском районе Кировской области в составе Карпушинского сельского поселения.

## География
Располагается на расстоянии примерно 29 км по прямой на северо-запад от райцентра города Котельнич.

## История
Известна с 1873 года как починок Бисеровской или Патруши (Сибирский), в котором учтено дворов 20 и жителей 162, в 1905 17 и 139, в 1926 (уже деревня Патруши или Бисеровский) 29 и 139, в 1950 20 и 45, в 1989 отмечено 38 жителей.

## Население
Постоянное население  составляло 15 человек (русские 100%) в 2002 году, 6 в 2010.